# Uathach
Uathach ['uaθax] ist der Name einer Sagengestalt aus der keltischen Mythologie Irlands.

## Mythologie
Uathach ist die hässliche und gewalttätige Tochter der Krieger-Königin Scáthach aus Alba (Schottland).  In der Erzählung Tochmarc Emire („Das Werben um Emer“) verteidigt sie den Zutritt zur Burg ihrer Mutter gegen Cú Chulainn, denn dieser will unbedingt die Kampfgeheimnisse Scathachs erfahren, um Emer heiraten zu dürfen. Cú Chulainn überwältigt sie aber, bricht ihr einen Finger, erschlägt zu Hilfe eilende Diener und muss zur Sühne selbst Diener der Scathach werden. Uathach verliebt sich in ihn und verrät ihm, wie er ihre Mutter überlisten könne. Schließlich erreicht er von Scathach, dass sie ihm ihre Tochter ohne Brautgeld überlasse – das bedeutet, dass dieser Beischlaf ohne vertragliche Bindung stattfindet. Uathach und Scathach versuchen auch, ihn vom Kampf gegen Aife abzuhalten, was jedoch nicht gelingt. Nach einem Jahr der Lehrzeit kehrt Cú Chulainn wieder nach Ulster zurück.